# Первунова (Талицкий муниципальный округ)
Первунова — деревня в Талицком городском округе Свердловской области России.

## Географическое положение
Деревня Первунова находится в 8 километрах (по автодороге — в 15 километрах) к северо-западу от города Талицы, на правом берегу реки Юрмыч — левого притока реки Пышмы. В деревне одна улица — Ветеранов. Южнее Первуновой пролегает Транссибирская магистраль. В одном километре от деревни, за рекой Юрмыч, на магистрали расположен остановочный пункт 2023 км Свердловской железной дороги. А одним километром севернее Первуновой проходит автодорога федерального значения Р351 (Екатеринбург — Тюмень), или Сибирский тракт.

## Население
| 2002 | 2010 | 2021 |
| ---- | ---- | ---- |
| 37   | ↗48  | ↘31  |